# Westerschemolenpolder
De Westerschemolenpolder is een voormalig waterschap (molenpolder) in de provincie Groningen.
Het schap lag pal ten westen van Nieuw Scheemda en werd opsloten door de driehoek van het Buiten Nieuwekanaal, het Termunterzijldiep en de wegen Scheemderzwaag en Scheemderstraat. De meest noordelijke en westelijke punten van de driehoek hoorden niet tot het gebied van het schap. De molen en het gemaal stonden vlak bij elkaar en sloegen uit op het Buiten Nieuwekanaal.
Waterstaatkundig gezien ligt het gebied sinds 2000 binnen dat van het waterschap Hunze en Aa's.